# La mala educación
La mala educación es una película española de 2004 escrita y dirigida por Pedro Almodóvar y protagonizada por Gael García Bernal, Fele Martínez y Daniel Giménez Cacho. Está ambientada en Madrid en 1980 y cuenta el encuentro de un director de cine de éxito, Enrique Goded, con su antiguo compañero de colegio, Ignacio Rodríguez.
La película fue estrenada el 19 de marzo de 2004 en España y el 10 de septiembre del mismo año en México. Fue proyectada en muchos festivales internacionales de cine como el de Cannes, Nueva York, Moscú o Toronto antes de estrenarse el 19 de noviembre de 2004 en Estados Unidos.
La cinta obtuvo excelentes críticas, y fue vista como una vuelta de Almodóvar a su etapa oscura, ubicándola junto a películas como Matador o La ley del deseo. Además, se resaltó la gran muestra de cine de autor presente en la obra.

## Sinopsis
Enrique Goded es un famoso director de cine que recibe la visita de un extraño en su oficina, un actor en busca de trabajo que afirma ser Ignacio, su compañero de colegio y primer amor. Este "Ignacio", que ahora quiere ser llamado Ángel, ha escrito La visita, una historia sobre ellos dos: relata la niñez de ambos en un colegio católico, así como los abusos físicos y sexuales que sufrieron a manos del sacerdote director de la institución, el padre Manolo.
A partir de ahora se van entremezclando escenas del presente con otras del pasado de ambos chicos en el internado: en ellas se muestra la fascinación creciente que siente el padre Manolo por el niño Ignacio, que poseía una voz angelical, así como las maniobras del sacerdote para conseguir quedarse a solas con él y poder satisfacer su pasión (nunca se muestran escenas explícitas).
En el presente, Enrique se muestra escéptico, porque siente que el Ignacio que amó y el Ignacio actual son personas totalmente distintas. Enrique viaja a Galicia a la casa de la madre de Ignacio, y allí descubre que el verdadero Ignacio llevaba cuatro años muerto, y que quien había acudido a su oficina era realmente su hermano menor, Juan.
El interés de Enrique por descubrir lo que Juan esconde crece, además de sentirse atraído por él. Así pues, decide seguirle el juego y filmar la película, contratando al propio Juan para interpretar el papel de 'Zahara', quien es Ignacio en su madurez, travestido. Al mismo tiempo, Enrique e "Ignacio" comienzan una relación. Terminan la película con una escena final de reencuentro: Zahara se presenta en el colegio para chantajear por dinero al padre Manolo, amenazándolo con descubrir los abusos sexuales sufridos en la niñez; en ese momento, y ante la indecisión que muestra Manolo, su ayudante el padre José interviene asesinando a Zahara. Cuando terminan de rodar esta escena (solo entonces se ve que la escena es ficticia, que Zahara no existe, y que todas las escenas de la niñez eran también parte de la película que están rodando), "Ignacio" rompe inesperadamente a llorar.
En ese momento visita el plató de rodaje un tal Manuel Berenguer, quien ha leído en los periódicos sobre la película, y se revela que no es otro que el verdadero padre Manolo, que en determinado momento decidió colgar los hábitos. Manuel confiesa a Enrique que el final de la película no está tan alejado de la realidad: el verdadero Ignacio chantajeó a Manuel por dinero; Manuel, a su vez, acabó enamorado de Juan, hermano de Ignacio. Juan y Manuel comenzaron una relación, descubriendo que los dos querían ver a Ignacio muerto. Ignacio era heroinómano, así que Juan le dio heroína pura a Ignacio, que murió por sobredosis.
Todos los sucesos de la vida de los personajes harán que, tras su último encuentro al finalizar La visita, encaucen su vida con un rumbo nuevo.

## Reparto

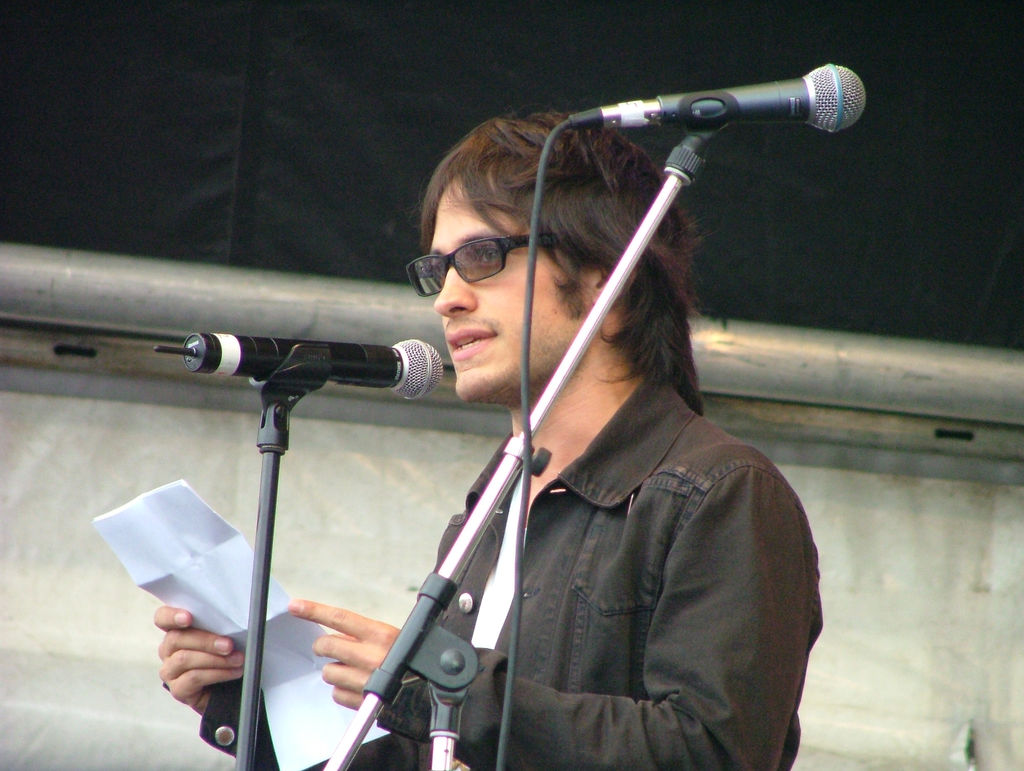
Gael García Bernal

- Gael García Bernal[6] como Juan Rodríguez (Ángel Andrade) y Zahara.
- Fele Martínez como Enrique Goded.
  - Raúl García Forneiro como Enrique de pequeño.
- Daniel Giménez Cacho como el padre Manolo.
- Lluís Homar como Manuel Berenguer.
- Francisco Boira como Ignacio Rodríguez.
  - Nacho Pérez como Ignacio de pequeño.
- Javier Cámara como Paca o Paquito.
- Alberto Ferreiro como Enrique Serrano.
- Juan Fernández  como Martín.
- Paco Maestre como el padre José.
- Petra Martínez como madre de Ignacio y Juan.
- Roberto Hoyas como un camarero.
- Leonor Watling como Mónica.
- Sandra Montiel como travesti que imita a Sara Montiel.

## Temas

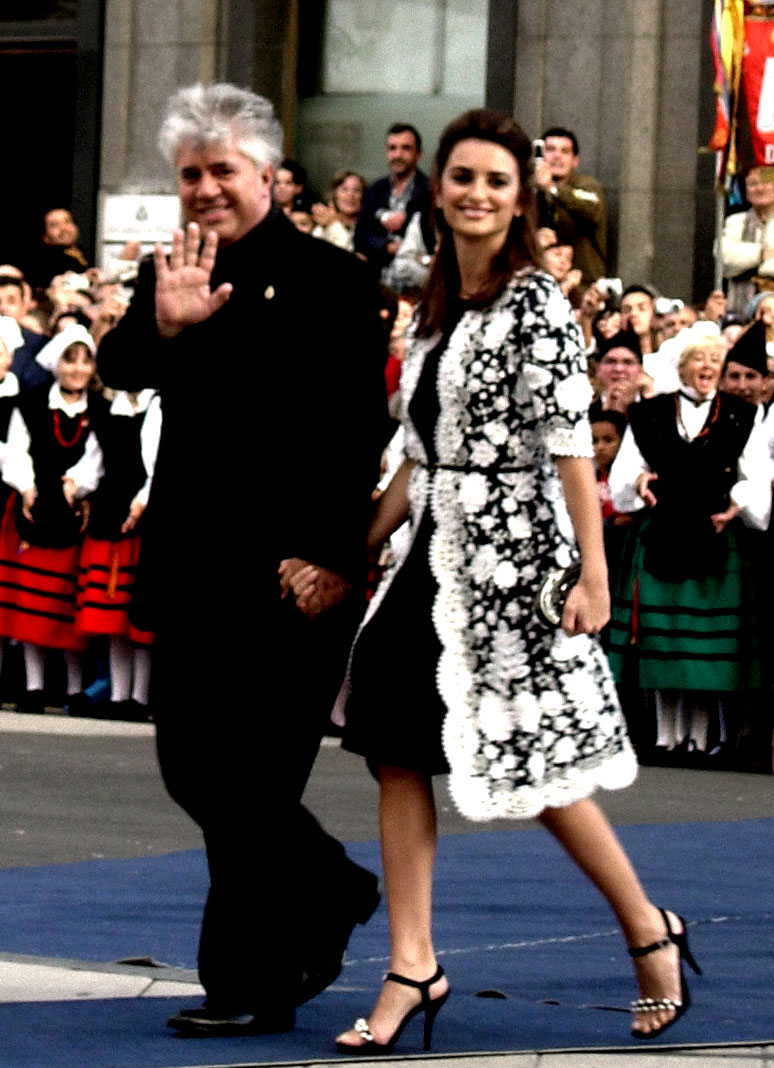
El director de La mala educación Pedro Almodóvar junto a Penélope Cruz.

El director ha negado que sea una película autobiográfica, aunque reconoce que muchas de sus vivencias están detrás del guion. Posiblemente por ello, en esta película el tradicional universo femenino da paso a un universo homosexual, si bien tocado desde el travestismo en el caso de Zahara y Paca, la transexualidad en el caso de Ignacio, o la bisexualidad, representada por la ambigüedad sexual de Juan, Enrique Serrano y Manuel Berenguer. 
El tema de los abusos sexuales por parte de religiosos se enmarca dentro del sistema de educación nacionalcatólico de la época franquista, y da pie para titular la cinta como La mala educación. Es una forma de unión de los personajes protagonistas dentro de un secreto inconfesable; aunque en cualquier caso, el tema queda bien delimitado alrededor del personaje del padre Manolo, consiguiendo intencionadamente no generalizar.
El director no olvida sus viejas obsesiones: el amor apasionado e irracional y la seducción animal. Dentro de esta película, la relación entre los personajes Juan y Manuel Berenguer es la mayor muestra de ello. Manuel Berenguer está dispuesto a destrozar su propia vida por conseguir los favores de Juan; y este, a su vez, consciente de su atractivo, no escatima esfuerzos ni chantajes sobre aquel en sus propósitos de triunfar en el mundo del cine y quitarse el lastre de su hermano.
"El cine dentro del cine", tema ya aparecido en anteriores películas del director como ¡Átame! o La flor de mi secreto, aquí adquiere una importancia argumental con la representación del guion ficticio, mezclando y confundiendo realidad y ficción.

## Producción y rodaje
La mala educación fue producida por la productora El Deseo con el apoyo de Canal+ y TVE. El rodaje comenzó el 16 de junio de 2003, dejando de llamarse La visita, para pasar a tener su título definitivo. Almodóvar trabajó en la redacción del guion alrededor de diez años.
Se localizó totalmente en España; en diversos lugares: Madrid, Valencia, La Coruña (cerca de Noya), y Alella (provincia de Barcelona, en la comarca del Maresme), localidad donde sus lugareños participaron activamente en el rodaje. Allí, la antigua escuela de Pías de Alella, edificio neoclásico del siglo XIX, es el lugar encargado de recrear la atmósfera de la época franquista. Durante el rodaje, Almodóvar presionó demasiado a Gael García Bernal, llegando hasta tal punto que hubo de pararse durante una semana el rodaje para que se repusiese del sufrimiento.

## Banda sonora
La partitura de la película está compuesta por Alberto Iglesias, una música melancólica con violines y voces infantiles que representa muy bien la atmósfera negra de la cinta.
Se usan composiciones clásicas adaptadas como Moon River, de Johnny Mercer y Henry Mancini, interpretada por Pedro José Sánchez, o Kyrie, de la Petite messe solennelle de Rossini, interpretada por el coro infantil Cor Vivali - Petits Cantors de Catalunya. Se incluyen además canciones clásicas como Quizás, quizás, quizás o Maniquí Parisien, interpretadas ambas por Sara Montiel.
Importante para la acción de la cinta es el tema Cuore matto, de Little Tony, ya que representa uno de los nexos de unión más importantes entre Ignacio y Enrique, desconocido para Juan.

## Premios y nominaciones

### XIX edición de los Premios Goya
| Categoría                     | Nominación              | Resultado |
| ----------------------------- | ----------------------- | --------- |
| Mejor Película                | Mejor Película          | Nominada  |
| Mejor Director                | Pedro Almodóvar         | Nominado  |
| Mejor Dirección Artística     | Antxón Gómez            | Nominado  |
| Mejor Dirección de Producción | Esther García Rodríguez | Nominada  |

### Premios del Círculo de Críticos de Cine de Nueva York
| Categoría                           | Resultado | Ref.   |
| ----------------------------------- | --------- | ------ |
| Mejor película en lengua extranjera | Ganadora  | [ 15 ] |

### Otros premios
| Premios                                            | Categoría                        | Resultado | Ref.          |
| -------------------------------------------------- | -------------------------------- | --------- | ------------- |
| Sindicato Nacional Italiano de Periodistas de Cine | Mejor Película Extranjera        | Ganadora  | [ 16 ] [ 17 ] |
| Círculo de Críticos de Nueva York                  | Mejor Película Extranjera        | Ganadora  | [ 16 ] [ 17 ] |
| Premio de la Unión de Actores                      | Actor de reparto - Javier Cámara | Ganador   | [ 16 ] [ 17 ] |
| Glitter Awards                                     | Mejor Película                   | Ganadora  | [ 16 ] [ 17 ] |
| Glitter Awards                                     | Mejor Actor - Gael García Bernal | Ganador   | [ 16 ] [ 17 ] |
| GLAAD Media Awards                                 | Mejor película                   | Ganadora  | [ 16 ] [ 17 ] |
| National Board of Review                           | Mejor Película Extranjera        | Ganadora  | [ 16 ] [ 17 ] |
| Festival Internacional de Cine de Valdivia         | Mejor Actor - Gael García Bernal | Ganador   | [ 16 ] [ 17 ] |
| Premios Cien de Cine                               | Mejor Director - Pedro Almodóvar | Ganador   | [ 16 ] [ 17 ] |
| Premios Chlotrudis                                 | Mejor Actor - Gael García Bernal | Ganador   | [ 16 ] [ 17 ] |
| Fort Lauderdale International Film Festival        | Mejor Actor - Gael García Bernal | Ganador   | [ 16 ] [ 17 ] |

La cinta inauguró el Festival de Cannes de 2004 y fue candidata a 5 Premios del Cine Europeo de 2004 (mejor película, director, guion, fotografía y banda sonora), y candidata al premio Independent Spirit a mejor película extranjera.
La película no ganó gran cantidad de premios internacionales, ya que ese mismo año competía con otra exitosa película española, Mar adentro. Aun así se puede mencionar su triunfo en los Premios GLAAD como mejor película y el premio de la crítica del Festival de Cine de Nueva York.

## Recepción

### Crítica
Si bien la mayoría de las críticas coinciden en que es una de las películas más personales del director y en la actuación magistral de Gael García Bernal, no todo son alabanzas en la puntuación general de la cinta, una de las mejores muestras del universo Almodóvar para algunos y prácticamente fallida para otros.
Los críticos que consideran esta película como una obra maestra aprecian la originalidad y la provocación de la cinta, la reinvención del género del cine negro en el filme junto con la elegancia que desprende y su interesante visión del mundo LGBT.
Los que tienen un visión fallida de la cinta no olvidan la complicada línea argumental, que hace que pueda haber hasta cinco líneas simultáneas, haciéndola pesada por momentos.

### Controversias
El estreno de La mala educación estuvo fuertemente marcado por los acontecimientos de los atentados del 11 de marzo en Madrid. Tuvo que retrasarse una semana su estreno planeado para el 12 de marzo de 2004, sin olvidar la fuerte polémica de su director con el partido político español PP, al que tuvo que pedir disculpas públicamente por sus declaraciones sobre un intento golpista.
Debido a la presencia de actos pedófilos en la película por parte de un religioso, la Iglesia católica rechazó fuertemente la cinta, sobre todo en países como Polonia, con gran porcentaje de católicos practicantes.